# جوخة
الجوخة أو الشركسيّة هي معطف صوفيّ ذو رقبة عالية وهي جزء من اللباس التقليدي لذكور شعوب القوقاز.